# Campinas Challenger 1993
Il Campinas Challenger 1993 è stato un torneo di tennis facente parte della categoria ATP Challenger Series nell'ambito dell'ATP Challenger Series 1993. Il torneo si è giocato a Campinas in Brasile dal 12 al 18 luglio 1993 su campi in terra rossa.

## Vincitori

### Singolare
Fernando Meligeni ha battuto in finale  Luiz Mattar con il punteggio di 6–4, 6–2

### Doppio
Gastón Etlis /  Óscar Ortiz hanno battuto in finale  Juan-Ignacio Garat /  Roberto Saad con il punteggio di 6–4, 6–1